# Kaqtxikel
El kaqtxikel o kaktxikel és una llengua maia parlada pels kaqtxikels a la regió centro occidental de Guatemala. Forma part del grup quitxé de llengües maies. Amb aproximadament mig milió de parlants, és una de les llengües maies més importants a Guatemala. La majoria dels parlants de kaqtxikel és bilingüe de la seva llengua nativa i espanyol.
La variació dialectal de l'idioma kakchikel és relativament elevada i inclou al kaqchikel central (132.000 parlants) a Chimaltenango, el kaqtxikel oriental (100.000) al nord-oest de la Ciutat de Guatemala i al voltant de San Juan Sacatepéquez, el kaqtxikel occidental, el kaqtxikel centre-sud (43.000) a l'àrea de la panamericana a l'oest de la Ciutat de Guatemala, el kaqtxikel meridional (43.000) al sud d'Antigua, el kaqtxikel del nord (24.000) al nord-est de Chimaltenango, així com el kaqtxikel de San Martín Jilotepeque i Santa Ana Chimaltenango.
L'obra més antiga escrita en kaqtxikel són els Annals dels Kaqtxikels.

## Escriptura kaqtxikel
| a ä | b’ b | e ë | i ï | j | k k’ | l | m | n | o ö | p | q q’ | r | s | t t’ | u ü | ' | w | x | y | tz tz’ | ch ch’ |

## Fonètica

### Vocals
Els dialectes kaqtxikel tenen algunes diferències en llurs vocals. El dialecte de l'est té un conjunt de cinc vocals tenses i fins a una, dues, quatre o cinc vocals laxes. La carta de sota mostra totes les possibles vocals que es poden donar en els dialectes del kaqtxikel. Mentre que el dialecte de departament de Sololá usa el sistema màxim de 10 vocals amb totes les vocals llevat schwa /ə/, els dialectes de San Juan Sacatepéquez i San Andrés Semetabaj només usen les cinc vocals tenses i schwa.
Hi ha una variació en la pronunciació de les vocals laxes en els diferents dialectes. Alguns dialectes 
There is a variance in the pronunciation of the lax vowels across the dialects. Alguns dialectes baixen la vocal donada, altres centren la vocal mentre no la rebaixen. El dialecte Xenacoj utilitza aquí dos centres i redueix les vocals amb una tendència a reforçar més les vocals tancades baixes i reforçar més les vocals centrals posteriors.
|                 |       | Anterior | Central   | Posterior |
| --------------- | ----- | -------- | --------- | --------- |
| Forta (tancada) | Tensa | i [i]    | ü [ʉ̞]-[ʊ̈] | u [ɯ]-[u] |
| Forta (tancada) | Lax   | ï [ɪ]    |           |           |
| Mitjana         | Tensa | e [e]    | ö [ɵ̞]-[ɔ̜] | o [ɤ]-[o] |
| Mitjana         | Laxa  | ë [ɛ]    | ä [ə̞]     |           |
| Baixa (oberta)  | Tensa | a [a]    |           |           |

### Consonants
Com altres llengües maies el kaqtxikel no distingeix oclusives i africades sonores i sordes, però en canvi distingeix oclusives i africades planes o glotals. Les oclusives i africades planes (tècnicament "egressiva pulmonar") són habitualment sordes i aspirades a final de paraula i no aspirades en la resta dels casos. Les oclusives i africades glotalitzades són habitualment ejectives en el cas de t' , k' , ch' , and tz'  i implosiva en el cas de b'  i q' .
|            | Bilabial      | Bilabial     | Alveolar    | Alveolar     | Palatal  | Palatal      | Velar     | Velar        | Uvular | Uvular       | Glotal       |  |
| ---------- | ------------- | ------------ | ----------- | ------------ | -------- | ------------ | --------- | ------------ | ------ | ------------ | ------------ |  |
|            | plana         | glotalitzada | plana       | glotalitzada | plana    | glotalitzada | plana     | glotalitzada | plana  | glotalitzada | plana        |  |
| Oclusives  | p [pʰ] - [ɸʰ] | b' [ɓ]       | t [tʰ]      | t' [tʼ]      |          |              | k [kʰ]    | k' [kʼ]      | q [qʰ] | q' [ʛ]       | ' [ʔ] - [ɪʔ] |  |
| Africades  | b [β]         | b [β]        | tz [tsʰ]    | tz' [tsʼ]    | ch [tʃʰ] | ch' [tʃʼ]    |           |              |        |              |              |  |
| Fricatives |               | w [v] - [f]  | s [s]       | s [s]        | x [ʃ]    | x [ʃ]        |           |              | j [χ]  | j [χ]        |              |  |
| Nasals     | m [m]         | m [m]        | n [n] - [ŋ] | n [n] - [ŋ]  |          |              |           |              |        |              |              |  |
| Liquides   |               |              | l [l] r [ɾ] | l [l] r [ɾ]  |          |              |           |              |        |              |              |  |
| Semivocals |               |              |             |              | y [j]    | y [j]        | w [w]-[ʍ] | w [w]-[ʍ]    |        |              |              |  |